# Stanguellini Junior
La Stanguellini Junior è un'automobile monoposto sportiva di Formula Junior, costruita da Stanguellini, anche grazie alla collaborazione con Juan Manuel Fangio, dal 1958 al 1960 in più di un centinaio di esemplari.

## Il contesto
La vettura, dotata di motore anteriore e trazione posteriore, come da regolamento di quel tipo di competizioni, aveva buona parte dei componenti strettamente derivati da autovetture di serie; nel caso specifico dalle Fiat 1100 e 1200.
Già nel primo anno di gare riuscì a conquistare vari successi in campo continentale e tra i suoi piloti si annoverano tra gli altri Lorenzo Bandini e Jo Siffert, praticamente ai loro esordi nell'automobilismo, nonché Wolfgang von Trips, altro pilota con una buona carriera in Formula 1.
Oltre che nelle competizioni europee venne utilizzata anche negli Stati Uniti d'America dove colse anche una vittoria nella Coppa Vanderbilt del 1960.

## Principali vittorie
- Campionato Europeo 1958/59
- Campionato Italiano 1958/59/60
- G.P. Montecarlo Junior 1958 con Michael May
- Coppa Vanderbilt (U.S.A.) 1960 con Harry Carter
- G.P. Nurburgring

## Corse di auto storiche
Questa vettura è stata pilotata con successo da Simone Stanguellini, nipote del costruttore, nel Grand Prix Historique de Monaco degli anni 2004 e 2008 dove ha conquistato due terzi posti.
Un'altra vettura guidata dal pilota statunitense Jason Wright, ha conquistato il Campionato Europeo Auto Storiche 2009.